# أغسطس الثالث ملك بولندا
أغسطس الثالث (17 أكتوبر 1696 - 5 أكتوبر 1763) هو ملك بولندا ودوق ليتوانيا الأكبر، وفضلا عن ذلك هو ناخب سكسونيا كـ (فريدرخ أوغست الثاني) في الإمبراطورية الرومانية المقدسة.

## السيرة الذاتية
فريدرخ أوغست هو الابن الشرعي الوحيد لأبيه أغسطس الثاني ملك بولندا ووالدته هي كريستين ايبرهاردين من براندنبورغ-بايرويت؛ والده ينتمي إلى فرع الألبرتيني من أسرة فتين الذين أصبح ناخبو ساكسونيا منذ 1547؛ وفي حين والدته تنتمي إلى فرع براندنبورغ-بايرويت من أسرة هوهنتسولرن العريقة فهي ابنة عم ناخبو براندنبورغ؛ عندما كان صغيراً ترعرع عند جدته آنا صوفي من الدنمارك، والده من منذ عام 1697 أصبح كاثوليكياً لأجل انتخابه كملك بولندا، ومع ذلك والدته وجدته بقيا على إيمانهما البروتستانتي؛ على الرغم من موافقة والده على عدم تحوله إلى الكاثوليكية؛ إلا أن مع حلول عام 1712 أصبح هو الآخر كاثوليكي مما أدى إلى استياء بين الطبقة الإستقراطية البروتستانتية الساكسونية في مواجهة الخلافة الكاثوليكية في ساكسونيا، حاولت بروسيا وهانوفر طرد ساكسونيا من زعامة الهيئة البروتستانتية في الرايخستاغ ومع ذلك تمكنت ساكسونيا من حفظ الإدارة.
في 1719 أصبح متزوجاً من الأرشيدوقة ماريا يوزفا من النمسا الابنة الكبرى لإمبراطور يوزف الأول؛ على الرغم من أن والده اقتراح هذا الزواج منذ 1704 إلا أن في ذاك الوقت كان فريدرخ أوغست بروتستانتياً مما أدى إلى تجاهل الطلب من قبل النمساويين، ولكن بعد تحول إلى الكاثوليكية أصبح هذا الطلب جاداً؛ بحيث أمل والده في وضع ساكسونيا في موضع أفضل إذ نشب صراع حول الأراضي النمساوية.
ومع وفاة والده في 1733 أصبح ناخب ساكسونيا وأيضا كمرشح لتاج البولندي حصل على دعم الإمبراطور كارل السادس من النمسا وذلك من خلال الموافقة على المرسوم العملي لعام 1713 للحفاظ على ميراث هابسبورغ، وأيضا تمكن من الحصول على الدعم الإمبراطورة آنا من روسيا وذلك من خلال دعمه لإدعاءها لكورلاند؛ تم انتخاب أغسطس الثالث من قبل أقلية صغيرة من النبلاء بتحريض من روسيا في 5 أكتوبر 1733 لمواجهة الملك ستانيسلاف ليزينسكي المدعوم من قبل فرنسا، ومع ذلك تمكن من تتويج مع زوجته في كراكوف في أوائل 1734؛ كان تحت يونيو 1736 معروفاً بشكل عام ملك في وارسو، كان ستانيسلاف ملك بولندا في السابق بين عامي 1706 حتى 1709 ضد والده في تلك أثناء تلقى الدعم من السويد ولكن مع خسارة السويد أمام القوات الروسية في معركة بولتافا استطاع والده الرجوع إلى العرش البولندي، في حين فر ستانيسلاف نحو فرنسا ومنذ 1725 أصبح حمو لويس الخامس عشر ملك فرنسا، ولكن مع وفاة والده في 1733 استطاع الرجوع إليها متنكرة في زي متدرب واستطاع الوصول إلى وراسو وانتخابه من قبل أغليبة الساحقة في البرلمان في 12 سبتمبر مما أدى إلى إشعال حرب الخلافة البولندية والتي اختتمت في 1738 بانتصار ساحقاً لأنصار أغسطس الروس والنمساويين.
كملك لم يكن أغسطس مهتماً بشؤون السياسة البولندية الليتوانية؛ وبدلاً من ذلك ركز على الصيد والأوبرا وجمع المقتنيات الفنية، وكما أنه قضى أقل من ثلاثة سنوات من حكمها الذي دام الثلاثين سنة في بولندا، وأيضا خلال عهده زاد العداء بين أسرتين تشارتورسكي وبوتوسكي داخل سيم (البرلمان)، مما أدى تعزيز الفوضى السياسية الداخلية وأيضا إلى إضعاف الكومنولوث، قام أغسطس بتفويض معظم مسؤوليته في الكومنولوث إلى هاينرخ فون بروهل الذي أصبح نائب الملك في بولندا.
كان أغسطس حليف النمسا ضد بروسيا خلال حرب الخلافة النمساوية منذ 1742 ومرة أُخرى خلال حرب السنوات السبع منذ 1756، وفي كلا الحربين أصبحت ساكسونيا محتلة من قبل البروسيين، تميزت سنوات الأخيرة من حكمه بتأثير المتزايد من أسرتين تشارتورسكي وبونياتوفسكي في بولندا وأيضا تدخل الإمبراطورة كاثرين العظيمة في شؤون البلاد؛ بسبب الفوضى في بولندا زادت البلاد الاعتماد على جيرانها من الإمبراطورية الروسية التي ساعدته في السابق لخلافة لوالده، ولكن بعد وفاته في 1763 منعت خلافة عائلته له في بولندا التي دعمت انتخاب ستانيسلاف أغسطس بونياتوفسكي في 7 سبتمبر 1764 كملك بولندا ودوق ليتوانيا الأكبر الذي كان الابن البكر لـ ستانيسلاف بونياتوفسكي والمنصر للملك ستانيسلاف الأول، وأيضا كان ستانيسلاف أغسطس أحد عشاق الإمبراطورة كاثرين العظيمة مما جعل يتمتع بدعم قوي من بلاط الإمبراطورة، وإما في ساكسونيا كانت الخلافة من نصيب ابنه البكر المشلول فريدرخ كريستيان ومع ذلك لحق والده إلى القبر في أقل من ثلاثة أشهر؛ بذلك خلفهم حفيده فريدرخ أوغست الثالث ذو ثلاثة عشر عاماً تحت وصاية ابنها الثاني فرانتس زافير.

## الأبناء
انجبت له زوجته ماريا يوزفا ستة عشر ابناً له:-
1. فريدرخ أوغست (1720-1721)؛ توفيت رضيعاً.
2. يوزف أوغست (1721-1728)؛ توفيت وهو صغير.
3. فريدرخ كريستيان (1722-1763)؛ لاحقاً ناخب ساكسونيا.
4. غير معروف (1723).
5. ماريا أماليا (1724-1759)؛ تزوجت من كارلوس الثالث ملك إسبانيا (في السابق:ملك صقلية ونابولي)؛ لهم ذرية.
6. ماريا مارغريت (1727-1734)؛ توفيت صغيرة.
7. ماريا آنا صوفي من ساكسونيا (1728-1797)؛ تزوجت من ابن خالتها ماكسيمليان الثالث ناخب بافاريا؛ ليس لديهم أبناء.
8. غير معروف (1729).
9. فرانتس زافير (1730-1806)؛ تزوج زواجاً مرغنطياً من ماريا كيارا سبونتشي؛ لهم ذرية.
10. ماريا يوزفا (1731-1767)؛ تزوجت من لويس، دوفين فرنسا، لهم ذرية.
11. كارل (1733-1796)؛ أصبح دوق كورلاند؛ تزوج من نبيلة بولندية؛ لهم ذرية.
12. ماريا كريستينا (1735-1782)؛ غير متزوجة.
13. ماريا إليزابيث (1736-1818)؛ غير متزوجة.
14. ألبرخت كارسيمير (1738-1822)؛ أصبح دوق تيشن وأيضا حاكم هولندا؛ تزوج من قريبته ماريا كريستينا من النمسا؛ ليس لديهم ذرية.
15. كليمنس فنتسل (1739-1812)؛ أصبح ناخب ترير.
16. ماريا كونيغوند (1740-1826)؛ غير متزوجة.

## معرض صور

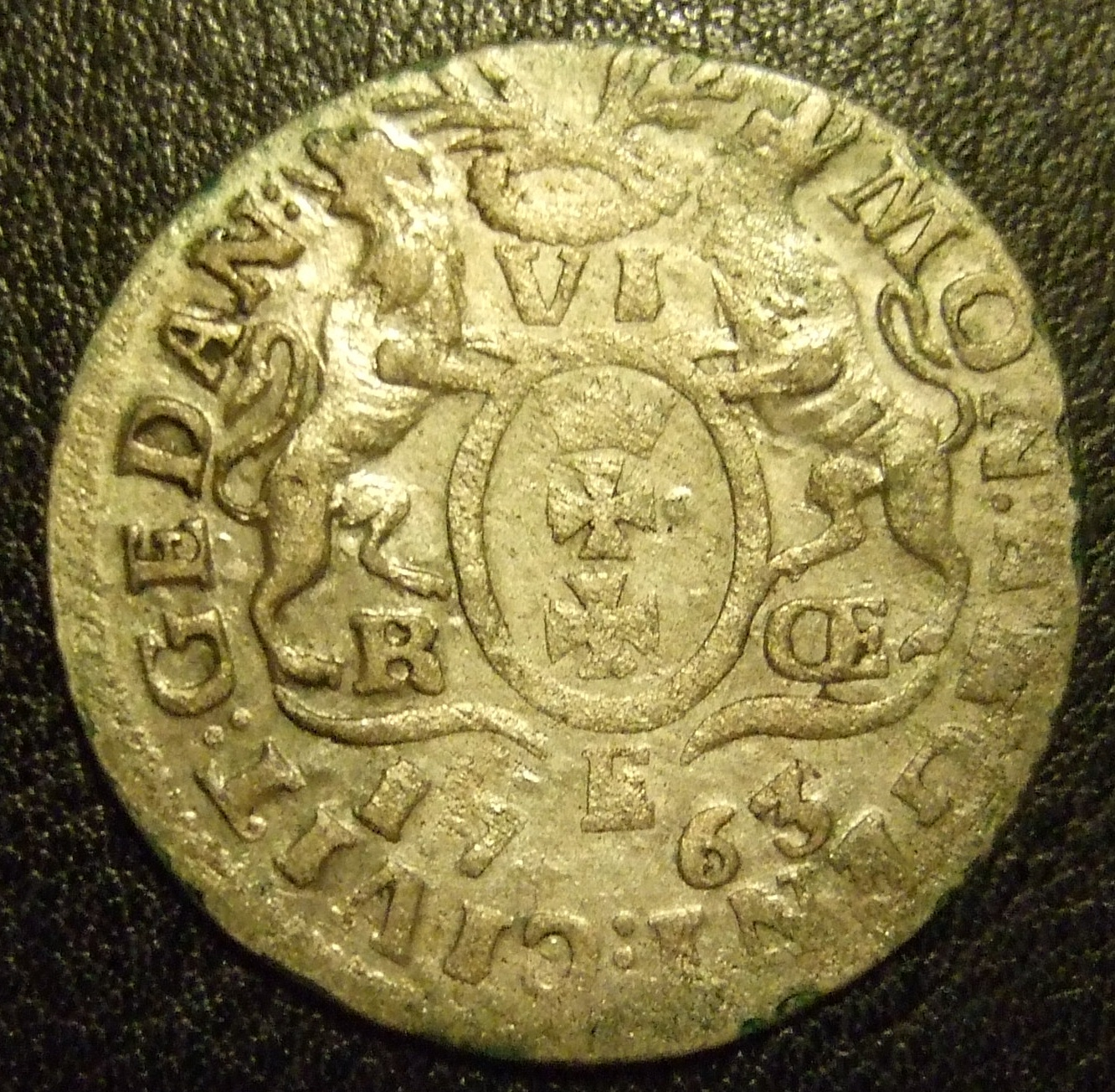
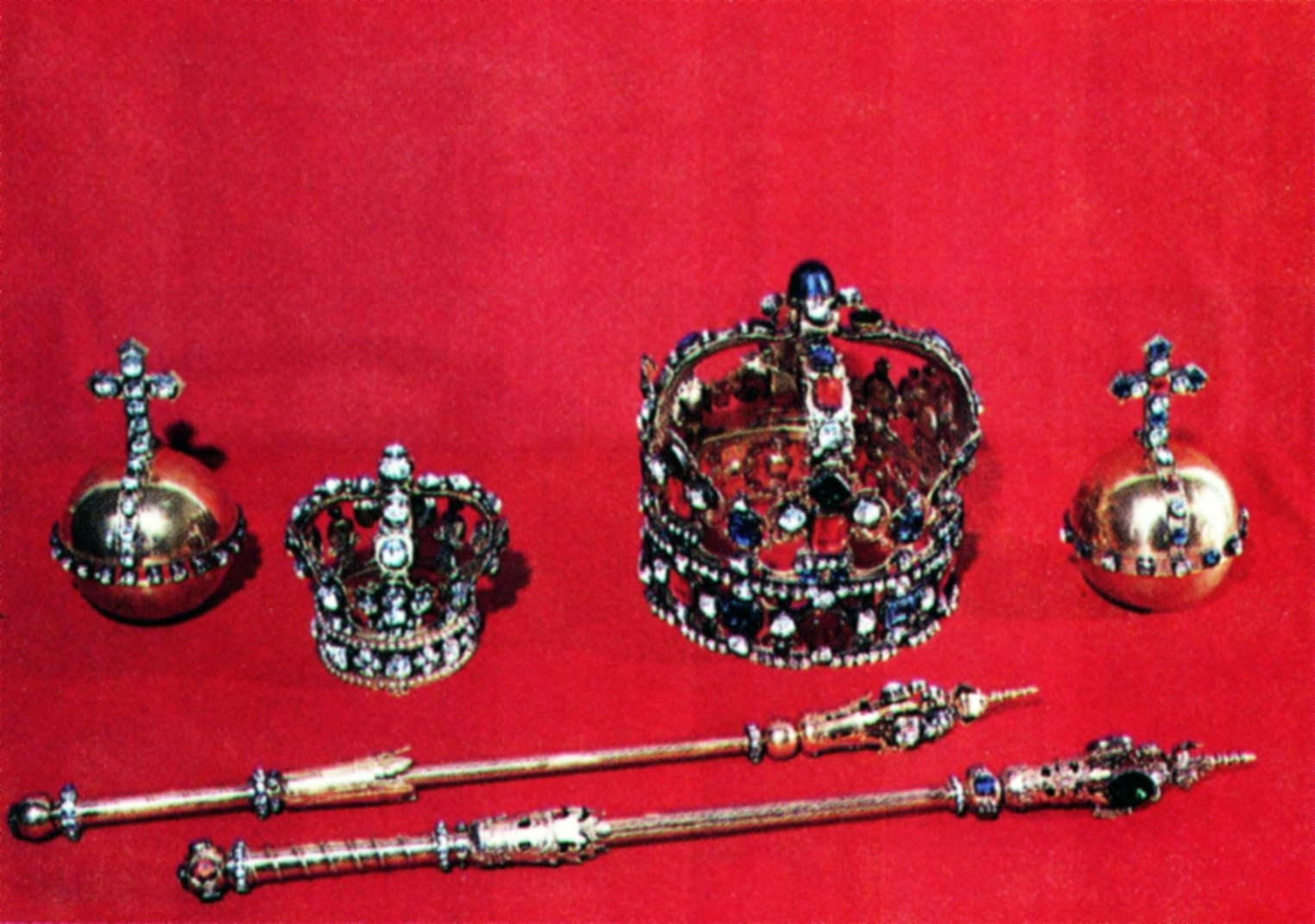
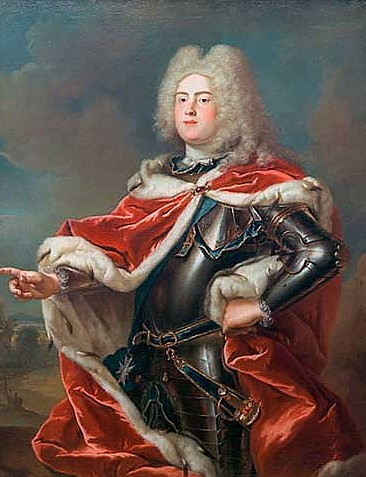
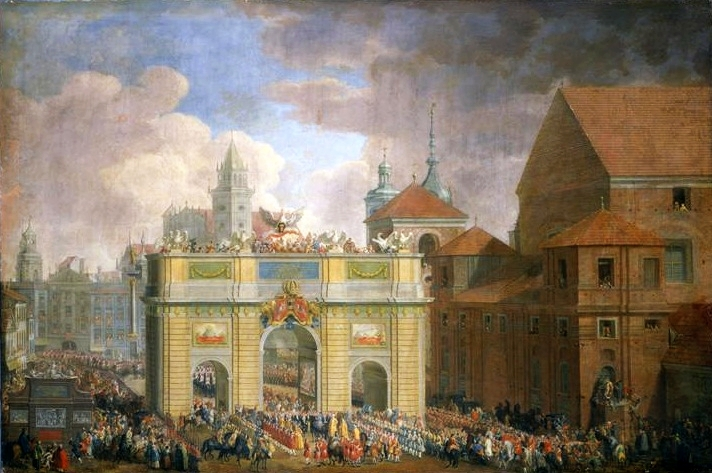

## روابط خارجية
- أغسطس الثالث ملك بولندا على موقع الموسوعة البريطانية (الإنجليزية)
- أغسطس الثالث ملك بولندا على موقع ميوزك برينز (الإنجليزية)
- أغسطس الثالث ملك بولندا على موقع إن إن دي بي (الإنجليزية)